# Adam Woś
Adam Woś (ur. 11 grudnia 1955 w Sieniawie) – polski polityk, samorządowiec, senator III kadencji (1993–1997), poseł na Sejm IV kadencji (2001–2005), w latach 2006–2024 burmistrz Sieniawy.

## Życiorys
Ukończył szkołę podstawową w Piganach, Liceum Ogólnokształcące w Sieniawie oraz Policealne Studium Zawodowe w Rzeszowie, gdzie w 1977 uzyskał dyplom technika budowlanego instalacji sanitarnych. Należał do ZMW i ZSL. W 2001 ukończył studia ekonomiczne na Akademii Ekonomicznej w Krakowie.
W latach 1977–1989 pracował w przedsiębiorstwie instalacji sanitarnych w Rzeszowie i na zagranicznych budowach kontraktowych. W latach 1989–1993 był dyrektorem Zakładu Gospodarki Komunalnej i Mieszkaniowej w Sieniawie. Zasiadał w radzie miejskiej Sieniawy i był jej delegatem na Sejmik Samorządowy Województwa Przemyskiego, wchodząc w skład jego prezydium. W 1993 został wybrany na senatora III kadencji z ramienia Polskiego Stronnictwa Ludowego w województwie przemyskim. Od 1997 do 2001 prowadził gospodarstwo rolne.
W 2001 uzyskał mandat posła IV kadencji z listy PSL w okręgu krośnieńskim. Klub PSL opuścił, gdy partia ta wystąpiła z koalicji rządowej. Przeszedł do Partii Ludowo-Demokratycznej, po której przekształceniu działał w kole Stronnictwa Gospodarczego. W Sejmie pracował w Komisji Ochrony Środowiska, Zasobów Naturalnych i Leśnictwa oraz w Komisji Edukacji, Nauki i Młodzieży.
W 2005 nie ubiegał się o reelekcję. W wyborach samorządowych w 2006 jako kandydat bezpartyjny został wybrany na stanowisko burmistrza miasta i gminy Sieniawa. Później związany z Platformą Obywatelską. W 2010, 2014 i 2018 uzyskiwał reelekcję z lokalnego komitetu wyborczego; nie został wybrany na kolejną kadencję w 2024. W 2019 z listy Koalicji Obywatelskiej kandydował bez powodzenia do Sejmu, a w 2023 z jej ramienia ubiegał się o mandat senatora.
Jest bratem polityka Franciszka Wosia.

## Odznaczenia
- Krzyż Kawalerski Orderu Odrodzenia Polski (2014)[12]
- Złoty Krzyż Zasługi (1999)[13]